# 楊爲龍
楊爲龍（？—？），字蓼園，廣東大埔縣百侯侯南人，清朝官員。
乾隆三十年（1765年）乙酉科廣東鄉試第21名舉人，乾隆四十七年七月任香山縣訓導；乾隆五十八年七月任四川彭縣知縣；乾隆五十九年署任什邡縣知縣；乾隆六十年署任梁山縣知縣。嘉慶元年（1796年）任四川鄰水縣知縣，嘉慶二年，白蓮教匪王三槐圍攻鄰水縣城，其率眾守禦，殺死王三槐之妻及之弟王三元，縣民得以保全，感恩而設牌位祭祀。